# Alessandro Cassese
Alessandro Cassese (Urbino, 17 marzo 1997) è un cestista italiano.

## Carriera
Muove i suoi primi passi nel mondo della pallacanestro a soli 5 anni al PalaMondolce di Urbino frequentando i corsi di minibasket (2002) della società ASD Pallacanestro Urbino.
La svolta arriva all'età di 14 anni quando Urbino e Fermignano fondano la società Eagles Basket Montefeltro e Alessandro va a giocare a Fermignano dove disputa tutto il periodo delle giovanili arrivando a esordire in Serie C e formandosi come giocatore accumulando una notevole esperienza nelle quattro stagioni disputate fra i senior, chiudendo le ultime due fra i migliori realizzatori del campionato con medie di 15,4 e 17,4 punti a partita.
È il 2016 quando Cassese riceve la chiamata della VL Pesaro, squadra di riferimento della provincia marchigiana. Con la Vuelle la giovane guardia urbinate  gioca con la compagine degli Under 20 Eccellenza, ma anche in Serie A. Nella massima serie gioca pochi minuti, togliendosi comunque la soddisfazione di segnare una tripla contro Brescia, mentre con i coetanei raggiunge una splendida semifinale alla Finale Nazionale di categoria, persa contro la Virtus Bologna. Per Cassese un torneo giocato da protagonista, con 11 punti e 3 rimbalzi di media, che conferma il talento già mostrato negli anni precedenti a Fermignano.
La stagione 2017-18 lo vede impegnato in quintetto base con la maglia della Rossella Civitanova Marche in Serie B. A gennaio del 2018 riceve anche il premio come miglior Under 21 Adidas di Serie B Old Wild West. A gennaio del 2018 riceve anche il premio come miglior Under 21 Adidas di Serie B Old Wild West.
Nella stagione 2018-19 ha vestito la maglia della Benacquista Assicurazioni Latina Basket, realizza 4,3 punti e 1,3 assist di media con una permanenza in campo di 17 minuti di media a partita. Dopo l’incredibile e brillante annata terminata a gara-5 degli ottavi di finale play-off, è emerso in modo chiaro e tangibile il grande impegno profuso da Alessandro durante tutte le partite e la sua capacità di farsi trovare sempre pronto alle chiamate di coach Gramenzi che conferma il giovane urbinate per la stagione 2019-20.
Nella stagione 2020-21 viene chiamato dal coach Stefano Pillastrini a far parte della "nuova" United Eagles Cividale in Serie B, disputa un gran campionato con qualche infortunio nella parte finale della stagione per poi concludere con una sconfitta amara in Gara 5 finale play off contro Janus Basket Fabriano. La stagione 2021-22 è l'anno della rinascita dove realizza il suo high score di 19 punti nella categoria serie A2 in data 5 marzo 2022,  conquistando di una straordinaria stagione con la United Eagles Cividale la promozione in serie A2.